# Selbst definierte ethnische Zugehörigkeit
Die Codes für die selbst definierte ethnische Zugehörigkeit (offiziell Self Defined Ethnicity oder Self-defined Ethnicity, SDE) sind Kategorien, die vom Innenministerium des Vereinigten Königreichs verwendet werden, um die Volkszugehörigkeit einer Person nach deren Selbstdefinition zu kategorisieren.

## Kategorisierung
Die Codes sind z. B. auf der Rückseite von Durchsuchungsberichten aufgeführt, um Durchsuchten die Möglichkeit zu gewähren, ihre ethnische Zugehörigkeit selbst zu kategorisieren. Sie werden auch als 18 + 1-Codes bezeichnet, da es 18 von ihnen gibt, plus einen Code (NS) für keine Angabe. Zusätzlich zu den früher verwendeten 16+1-Codes enthalten sie die Kategorien W3 und O2, während A4 jetzt O1 (Chinesisch) ersetzt.
Das Codesystem entstand bei der Volkszählung 2001 im Vereinigten Königreich auf der Grundlage der Empfehlung 61 des Stephen Lawrence Inquiry Report (SLIR).
Die britischen Polizeikräfte sind verpflichtet, die SDE-18+1-Codes (im Gegensatz zu den üblicherweise im Funkverkehr verwendeten IC-Codes) zu verwenden, wenn ein mündlicher Kontakt stattgefunden hat und eine Person die Möglichkeit hatte, ihre ethnische Zugehörigkeit anzugeben.

## Liste der SDE-Codes

### Weiß
- W1 – Britisch
- W2 – Irisch
- W3 – Sinti, Roma und Pavees
- W9 – Jede andere weiße Zugehörigkeit

### Gemischte oder mehrfache ethnische Gruppen
- M1 – Weiß und schwarzkaribisch
- M2 – Weiß und schwarzafrikanisch
- M3 – Weiß und asiatisch
- M9 – Jede andere gemischte oder mehrfache Zugehörigkeit

### Asiatisch oder Asiatisch-Britisch
- A1 – Indisch
- A2 – Pakistanisch
- A3 – Bangladeschisch
- A4 – Chinesisch
- A9 – Jede andere asiatische Zugehörigkeit

### Schwarz, schwarz-britisch, karibisch oder afrikanisch
- B1 – Karibisch
- B2 – Afrikanisch
- B9 – Jede andere schwarze, schwarz-britische oder karibische Zugehörigkeit

### Andere ethnische Gruppen
- O2 – Arabisch
- O9 – Jede andere ethnische Gruppe

### Nicht angegeben
- NS – Nicht angegeben